# Kahlenberg (Wasgau)
Der Kahlenberg ist ein 398,9 m hoher Berg im südlichen Pfälzerwald. Er liegt im rheinland-pfälzischen Landkreis Südwestpfalz im Dahner Felsenland, das zum Wasgau gehört, der vom Südteil des Pfälzerwalds gebildet wird. Der Berg ist vollständig bewaldet. Über den Gipfel verläuft ein etwa 200 Meter langes Felsband. Der Gipfel ist als Aussichtsplattform ausgebaut, von der ein Ausblick in Richtung der Dahner Burgengruppe möglich ist. Am Südwesthang befindet sich mit dem "Wasgaublick" ein weiterer Aussichtspunkt.

## Geografie
Über den Berg verläuft die Gemarkungsgrenze zwischen den Gemeinden Schindhard und Erfweiler. Der Gipfel liegt noch auf der Gemarkung von Erfweiler. Die Entfernungen betragen etwa einen Kilometer nach Erfweiler im Norden bzw. 500 m Luftlinie nach Schindhard im Süden. Der Rückenberg verläuft etwa über 1,1 Kilometer von Schindhard im Süden nach Nordwesten, wo sich der Höhenzug mit dem Rauberg (374,3 m ü. NHN) und dem Eichelberg (386,3 m ü. NHN) fortsetzt. Im Westen des Berges liegt das Tal des Langenbachs, im Norden das des Breitenbachs, der südlich von Erfweiler in den Langenbach mündet.

## Wanderwege
Der Berg liegt im Wandergebiet Dahner Felsenland und ist über Wanderwege gut erschlossen. Der kürzeste Aufstieg kann von Süden vom Wanderparkplatz am Sportplatz in Schindhard erfolgen. Von Norden startet man vom Breitenbachtal am Südrand von Erfweiler. Um und über den Berg führen markierte Wanderwege, wie der überregionale Wanderweg Pfälzer Waldpfad, dessen achte Etappe von Dahn über die Burgengruppe Dahn, den Kahlenberg und die Burgruine Drachenfels nach Erlenbach führt, sowie regionale Wanderwege wie der Felsenland Sagenweg und die Hahnenfels-Tour.